# Saint-Amand-Magnazeix
Saint-Amand-Magnazeix är en kommun i departementet Haute-Vienne i regionen Nouvelle-Aquitaine i västra Frankrike. Kommunen ligger i kantonen Châteauponsac som tillhör arrondissementet Bellac. År 2022 hade Saint-Amand-Magnazeix 485 invånare.

## Befolkningsutveckling
Antalet invånare i kommunen Saint-Amand-Magnazeix
| Referens: INSEE |